# Pleuractis
Genre
Pleuractis est un genre de coraux durs de la famille des Fungiidae.

## Liste d'espèces
Le genre Pleuractis comprend les espèces suivantes :
| Selon World Register of Marine Species (4 juillet 2015) : - Pleuractis alta Nemenzo, 1983 - Pleuractis granulosa Klunzinger, 1879 - Pleuractis gravis Nemenzo, 1955 - Pleuractis moluccensis Van der Horst, 1919 - Pleuractis paumotensis Stutchbury, 1833 - Pleuractis seychellensis Hoeksema, 1993 - Pleuractis taiwanensis Hoeksema & Dai, 1991 | Selon NCBI (5 juillet 2015) : - Pleuractis granulosa - Pleuractis gravis - Pleuractis moluccensis - Pleuractis paumotensis - Pleuractis taiwanensis |